# Shard of Spring
Shard of Spring est un jeu vidéo de rôle développé par TX Digital Illusions et publié par Strategic Simulations en 1986 sur Apple II, Commodore 64 et DOS. Le jeu se déroule dans un univers médiéval-fantastique dans lequel le joueur contrôle un groupe d’aventurier ayant été recruté pour retrouver des objets magiques volés par une créature démoniaque. Le jeu se joue en vue du dessus, les combats se déroulant au tour par tour. Au début du jeu, le joueur peut choisir la race de ses différents personnages parmi les cinq disponibles dans le jeu – humain, nain, elfe, troll et gnome  - ainsi que leur classe de personnage : guerrier ou magicien.
Au total, Strategic Simulations a vendu 11 942 copies du jeu.
Le jeu a bénéficié d'une suite, baptisée Demon's Winter et publiée en 1988.

## Accueil
| Shard of Spring |      |       |
| Média           | Pays | Notes |
| AllGame         | US   | 3/5   |
| Datormagazin    | US   | 2,5/5 |
| Commodore User  | US   | 6/10  |
| Zzap            | US   | 88 %  |